# World Series 1943
Le World Series 1943 sono state la 40ª edizione della serie di finale della Major League Baseball al meglio delle sette partite tra i campioni della National League (NL) 1943, i St. Louis Cardinals e quelli della American League (AL), i New York Yankees. A vincere il loro decimo titolo furono gli Yankees per quattro gare a una.
Questo fu l'ultimo titolo per il manager dei Yankees manager Joe McCarthy. Queste World Series ebbero un formato di 3–4 a causa delle restrizione di viaggio dovute alla seconda guerra mondiale. Sempre a causa del conflitto, alle due squadre mancarono diversi giocatori impegnati nell'Esercito: Johnny Beazley, Jimmy Brown, Creepy Crespi, Terry Moore e Enos Slaughter per i Cardinals; Joe DiMaggio, Phil Rizzuto, Red Ruffing e Buddy Hassett agli Yankees, oltre a Red Rolfe che si era ritirato per allenare il Dartmouth College.
I lanciatori dei Cardinals Howie Pollet, Max Lanier e Mort Cooper si erano classificati a primi tre posti della National League per media PGL nel 1943, con 1.75, 1.90 e 2.30, rispettivamente.

## Sommario
New York ha vinto la serie, 4-1.
| Gara | Data       | Risultato                                     | Stadio           | Tempo | Pubblico |
| ---- | ---------- | --------------------------------------------- | ---------------- | ----- | -------- |
| 1    | 5 ottobre  | St. Louis Cardinals – 2, New York Yankees – 4 | Yankee Stadium   | 2:07  | 68.676   |
| 2    | 6 ottobre  | St. Louis Cardinals – 4, New York Yankees – 3 | Yankee Stadium   | 2:08  | 68.578   |
| 3    | 7 ottobre  | St. Louis Cardinals – 2, New York Yankees – 6 | Yankee Stadium   | 2:10  | 69.990   |
| 4    | 10 ottobre | New York Yankees – 2, St. Louis Cardinals – 1 | Sportsman's Park | 2:06  | 36.196   |
| 5    | 11 ottobre | New York Yankees – 2, St. Louis Cardinals – 0 | Sportsman's Park | 2:24  | 33.872   |

## Hall of Famer coinvolti
- Yankees: Joe McCarthy (man.), Bill Dickey, Joe DiMaggio (mil.), Joe Gordon, Phil Rizzuto (mil.), Red Ruffing (mil.)
- Cardinals: Billy Southworth (mgr.), Enos Slaughter (mil.), Stan Musial